# Cetyna
Cetyna (słow. čečina) – pojęcie stosowane w leśnictwie dotyczące uiglonych, żywych, rzadziej martwych, ułamanych gałązek drzew iglastych.
Może dotyczyć:
- gałązek sosnowych, świerkowych lub jodłowych uciętych po obaleniu drzew, przeznaczonych na stroisz albo na surowiec do produkcji olejków eterycznych, mączki witaminowo-paszowej, pasty chlorofilowo-karotenowej, ekstraktu kąpielowego lub sztucznego włosia,
- pędów sosnowych wydrążonych przez cetyńce i obłamanych przez wiatr,
- pędów świerkowych ściętych przez wiewiórkę w celu ogryzienia pączków kwiatowych.

- ściętych gałązek drzew iglastych, używanych dawniej przez pasterzy karpackich jako pasza zimowa dla owiec i kóz (praktycznie używano jedynie gałązek jodłowych, obrąbywanych z rosnących drzew)[1].

- ściętych gałązek drzew iglastych używanych jako podkład przy cedzeniu mleka, zwłaszcza krowiego[1].